# Paul Carter
Pour les articles homonymes, voir Paul Carter (squash) et Carter.
Paul Carter, né le 2 juin 1987, à Los Angeles, en Californie, est un joueur de basket-ball américain. Il évolue aux postes d'ailier et d'ailier fort.

## Biographie
Paul Carter est un Joueur de basket Californien, né à Los Angeles.
Il évolue au Saint Thomas Basket Le Havre et porte le numéro 32.